# Jesper Salén
Nils Jesper Alexander Salén (* 5. Dezember 1978 in Lidingö, Schweden) ist ein schwedischer Schauspieler.

## Werdegang
Salén debütierte 1993 als Schauspieler in Åke Sandgrens Film Die Schleuder in der Rolle als „Roland Schütt“. In Schweden erreichte er erstmals eine landesweite Bekanntheit, durch seinen Auftritt als Jonas Persson in der Seifenoper Vita lögner. Zuletzt stand Salén durch seine Auftritte in den beiden Filmen Evil (Ondskan) und Der Fluch von Hellestad (Strandvaskaren), sowie durch die Fernsehserie Om Stig Petrés hemlighet. Seit 2005 hatte er keine regelmäßigen Auftritte als Schauspieler mehr und zog sich aus diesem Bereich zurück. Salén studiert seit dem Herbst 2008 am Karolinska-Institut Medizin.

## Filmografie
- 1990: Om Stig Petrés hemlighet (Fernsehserie)
- 1993: Die Schleuder (Kådisbellan)
- 1995: Pensionat Oskar
- 1996: Skuggornas hus (Fernsehserie)
- 1996: Chewing Gum
- 1997: Skilda världar (Fernsehserie)
- 1997: Pappas flicka (Fernsehserie)
- 1997: Vita lögner (Fernsehserie)
- 1998: Skärgårdsdoktorn (Fernsehserie)
- 1999: Eine kleine Weihnachtsgeschichte (En liten julsaga)
- 2000: Naked Again (Naken)
- 2001: Festival
- 2003: Evil (Ondskan, Faustrecht)
- 2004: Om Stig Petrés hemlighet (Fernsehserie)
- 2004: Der Fluch von Hellestad auch Drowning Ghost - Der Fluch von Hellestad (Strandvaskaren)
- 2007: FörKväll (Talkshow)